# Pedro Alcántara Ross Leal
Pedro Alcántara Ross Leal es un diplomático cubano, actual embajador de Cuba en la República de Angola. En su juventud, fue partícipe en la lucha contra Fulgencio Batista como parte de la Juventud Socialista, siendo parte de las filas de los maestros voluntarios que trabajaron en la creación de escuelas en la Sierra Maestra. Fue fundador del Partido Comunista de Cuba, del que fue Secretario General en diversas provincias del Oriente de Cuba. En 1975 fue nombrado Jefe de sección y luego Jefe del Departamento Agropecuario del Comité Central. Fue miembro de la misión internacionalista en Angola. En 1989 fue elegido Secretario General de la Central de Trabajadores de Cuba, cargo que tuvo hasta el 2006. Es miembro del Comité Central y del Buró Político, además de diputado a la Asamblea Nacional del Poder Popular de Cuba en la VII Legislatura y miembro del Consejo de Estado.
- Datos: Q5547647